# Wachtelberg (Oehna)
Der Wachtelberg ist mit 100,6 m ü. NHN die höchste Erhebung auf der Gemarkung von Oehna, einem Ortsteil der Gemeinde Niedergörsdorf im Landkreis Teltow-Fläming im Naturpark Märkische Schweiz in Brandenburg. Die Erhebung liegt rund 1,2 km nordöstlich des Dorfzentrums und wird durch die Bahnstrecke Jüterbog–Röderau von ihm getrennt. Nordöstlich liegt der weitere Ortsteil Bochow, südöstlich der Ortsteil Langenlipsdorf.